# NGC 2310
NGC 2310 este o galaxie lenticulară situată în constelația Pupa. A fost descoperită în 2 ianuarie 1835 de către John Herschel. Se află la o distanță de 13 megaparseci de Pământ.